# Wilhelm VI. (Montferrat)
Wilhelm VI. (ital.: Guglielmo di Monferrato; † 17. September 1225) war ein Markgraf von Montferrat aus der Familie der Aleramiden. Er war ein Sohn des Markgrafen Bonifatius I. von Montferrat († 1207) und der Elena di Bosco.
Wilhelm übernahm bereits 1202 die Regentschaft über Montferrat, nachdem sich sein Vater dem vierten Kreuzzug angeschlossen hatte. Der Vater starb 1207 in Griechenland als König von Thessaloniki und wurde dort von seinem unmündigen zweiten Sohn, Demetrius, beerbt.
Wie schon seine Vorfahren war Wilhelm ein treuer Anhänger des kaiserlichen Hauses der Staufer. Obwohl er während des deutschen Thronstreites nach der Ermordung des Philipp von Schwaben zunächst den Welfen Otto IV. von Braunschweig als König anerkannte, war er 1212 der erste italienische Große der auf die Seite des jungen Friedrich II. überging. Ihn unterstützte er bei seiner Reise durch die Lombardei auf den Weg nach Deutschland. Von Friedrich II. wurde er zum Vikar für Burgund (regnum Arelat) ernannt, was ihm allerdings die Feindschaft der Grafen von Savoyen, Provence und Toulouse einbrachte. Auf dem vierten Laterankonzil trat er 1215 als Anwalt der kaiserlichen Sache gegen den Lombardenbund auf.

## Ehen und Nachkommen
Wilhelm war seit 1187 mit Sophia von Schwaben verheiratet, einer verfälschend von Hansmartin Decker-Hauff Kaiser Friedrichs I. Barbarossa zugeschriebenen Tochter, die aber noch im selben Jahr verstarb. In zweiter Ehe war er seit 1202 mit Berta di Clavesana verheiratet, mit der er mehrere Kinder hatte:
- Bonifatius II. († 1253), Markgraf von Montferrat
- Beatrix († 1274), 1. ⚭ 1219 mit Guigues VI. von Vienne († 1237); 2. ⚭ mit Guido II. von Baugé
- Alix († vor April 1233), ⚭ 1229 mit König Heinrich I. von Zypern
- ? Elena, Erbin von Thessaloniki, ⚭ mit Guglielmo da Verona, Dreiherr von Euböa.
- ? Oddone di Tonengo († 1250/51), Kardinaldiakon von San Nicola in Carcere Tulliano und Kardinalbischof von Porto-Santa Rufina

## Kreuzzug
Nach der Eroberung Konstantinopels im Verlauf des vierten Kreuzzuges 1204 hatte Bonifatius von Montferrat das Königreich Thessaloniki gegründet, wurde dann 1207 im Kampf gegen die Bulgaren getötet. In Thessaloniki folgte ihm sein zweiter unmündiger Sohn Demetrius unter der Regentschaft dessen Mutter Margarete von Ungarn nach. Diese Nachfolgeregelung war unter den Gefolgsmännern des Bonifatius allerdings nicht unumstritten. Besonders eine große Fraktion lombardischer Ritter unter Oberto von Biandrate favorisierte die Nachfolge Wilhelms VI. als König von Thessaloniki, vor allem weil dieser der älteste Sohn seines Vaters und außerdem im mündigen Alter war, um den Kampf gegen Bulgaren und Griechen anführen zu können. Die Revolte der Lombarden wurde allerdings von Kaiser Heinrich zugunsten von Demetrius niedergeschlagen.
Wilhelm selbst zeigte keinerlei Willen, in den griechischen Osten zu reisen, um dort ein von allen Seiten bedrohtes Königtum zu erben, noch um seinen jüngeren Halbbruder zu unterstützen. Der mit dem Haus Montferrat verbundene Trobador Elias Cairel, der den vierten Kreuzzug mitgemacht hatte, machte ihm deshalb in dem Klagelied „Pois chai la fuoilla del garric“ (Nun, nachdem die Eiche gefallen) Vorwürfe und riet ihm darin, sich eher als Abt in Cluny oder Cîteaux zu bewerben, wenn er schon nicht der Pflicht zur Verteidigung seines jüngeren Bruders nachkommen wolle. Wilhelm sei eben kein zweiter Bohemund.
Im Jahr 1221 war Wilhelm schließlich zur Kreuznahme bereit, nachdem ihm von Kardinal Hugo von Ostia (später Papst Gregor IX.) eine Aufwandsentschädigung von 15.000 Mark Silber versprochen worden war. Er sollte den Kreuzzug von Damiette unterstützen, was allerdings durch die endgültige Niederlage der Kreuzfahrer im Nildelta noch im selben Jahr hinfällig wurde. Unterdessen geriet sein Bruder Demetrius in Griechenland immer tiefer in Bedrängnis, der byzantinische Despot von Epirus Theodoros I. Angelos hatte bis 1223 das gesamte Königreich mit Ausnahme der Hauptstadt erobert. Erst jetzt war Wilhelm bereit, seinem Bruder zu Hilfe zu eilen. Als er aber im Dezember 1224 von Brindisi aus in See stach, war Thessaloniki bereits von Theodoros Angelos erobert. In Griechenland angekommen konnte Wilhelm dort nichts mehr ausrichten, er starb dort in Almyros (Bezirk Magnisia) im September 1225 an einem Fieber, Gerüchten zufolge ausgelöst durch eine Vergiftung. Das Königtum Thessaloniki blieb seiner Familie nur noch als bloße Titulatur erhalten.

## Weblink
- Wilhelm VI. von Montferrat bei fmg.ac (englisch)

## Belege und Anmerkungen
1. ↑  Er wird gelegentlich auch „Wilhelm VIII.“ genannt, nicht weil er der achte Wilhelm als Markgraf von Montferrat war, sondern der achte seines Namens in der Familie der Aleramiden.
2. ↑  Vincenzo de Bartholomaeis: Un Sirventés historique d'Élias Cairel. In: Annales du Midi. Band 16, 1904, ISSN 0003-4398, S. 468–494.

| Vorgänger     | Amt                               | Nachfolger     |
| ------------- | --------------------------------- | -------------- |
| Bonifatius I. | Markgraf von Montferrat 1207–1225 | Bonifatius II. |

| Personendaten    | Personendaten           |
| ---------------- | ----------------------- |
| NAME             | Wilhelm VI.             |
| ALTERNATIVNAMEN  | Guglielmo di Monferrato |
| KURZBESCHREIBUNG | Markgraf von Montferrat |
| GEBURTSDATUM     | 12. Jahrhundert         |
| STERBEDATUM      | 17. September 1225      |
| STERBEORT        | Almyros                 |